# المقاريد (مسلسل)
المقاريد مسلسل كوميدي إماراتي وقطري من إنتاج تلفزيون دبي.

## طاقم العمل

### تأليف
- الكاتب الإماراتي جمال سالم

### إخراج
- المخرج غافل فاضل

### بطولة
- عبد العزيز جاسم
- جابر نغموش
- عائشة عبد الرحمن
- سعيد المناعي
- سيار الكواري
- مي عبد الله
- منصور الفيلي
- نورة البلوشي
- محمد انور
- زهور حسين
- ناجي خميس
- علي الخلف
- فهد الباكر
- عبد الله الكواري (ممثل قطري)

## وصلات خارجية
- فيديو لمسلسل المقاريد . على يوتيوب